# Eisenbahnunfall von Kirchlengern
Beim Eisenbahnunfall von Kirchlengern kollidierte am 22. Mai 1891 ein planmäßig verkehrender Personenzug mit einem Sonderzug, einem Zirkuszug. Mehrere Menschen starben.

## Ausgangslage
Der Personenzug war auf der damals noch eingleisigen Bahnstrecke Löhne–Rheine von Löhne nach Rheine unterwegs.
In der Gegenrichtung verkehrte ein Sonderzug. Er transportierte den Königlich Niederländischen Cirkus Oscar Carré aus Hertogenbosch nach Hannover, wo eine Reihe von Vorstellungen geplant war. Der Zug wurde von einer Dampflokomotive mit Schlepptender geführt. Dieser folgte ein Gepäckwagen, ein Personenwagen 1. und 2. Klasse, in dem der Zirkusdirektor, seine Familie und Mitarbeiter des Zirkus reisten. Dieser Zug war am Morgen in den Niederlanden losgefahren und hatte gegen 14:35 Uhr die Einfahrt des Bahnhofes Kirchlengern erreicht. Hier war die Kreuzung der beiden Züge vorgesehen.

## Unfallhergang
Der zuständige Beamte im Bahnhof gab dem Personenzug vorschriftswidrig Einfahrt in den Bahnhof, obwohl diese bereits dem Sonderzug gewährt worden war. Der Personenzug durchfuhr den Bahnhof Kirchlengern, ohne zu halten. Dessen Lokomotive rammte bei ihrer Ausfahrt aus dem Bahnhof in einer Flankenfahrt die Lokomotive des entgegen kommenden Sonderzugs. Der Gepäckwagen des Sonderzuges wurde völlig zertrümmert. Der folgende Personenwagen schob sich auf dessen Trümmer auf, stürzte um und kam am Fuß einer Böschung auf dem Dach zu liegen.

## Folgen
Vier Menschen starben, darunter Amalie Carré, die Frau des Zirkusdirektors Oscar Carré, 15 weitere wurden verletzt. Der Sachschaden wurde in zeitgenössischer Berichterstattung mit „mehreren Millionen Mark“ angegeben. Schadenersatzpflichtig war die Eisenbahn. Der Lokomotivführer und der Bahnhofsvorsteher wurden zu Gefängnisstrafen von einem halben und  einem Jahr Dauer verurteilt.